# Йя-хха
Йя-хха — радянський короткометражний чорно-білий фільм, курсова робота студента ВДІК режисера Рашида Нугманова, показаний в ретроспективі молодих режисерів на XV МКФ в Москві і вищій кіношколі в Бабельсбегу (НДР).
7 липня 1987 року фільм на XV МКФ в Москві.
У листопаді 1987 року «Йя-хха» отримує нагороду на Всесоюзному огляді-конкурсі робіт молодих кінематографістів. Нугманов був зайнятий на зйомках «Голки», на конкурсі не був присутній, і нагороду так і не побачив.
Фільм нагороджений преміями на Всесоюзних і міжнародних фестивалях; здобув премію А.Тарковського на Московському міжнародному кінофестивалі в 1987 році.
Музику до фільму написав Віктор Цой. Фільм отримує приз ФІПРЕССІ імені А. Тарковськького в складі програми «Молоде радянське кіно».
1 травня 1989 року — відбувся перший показ «Йя-хха» в США (університет UCLA).
В січні 1990 року фільм транслювався в Парк-Сіті на фестивалі Санденс в Солт-Лейк-Сіті.